# Университет Квебека
Университет Квебека — система из десяти университетов, управляемых провинциальным правительством в Квебеке, Канада. В университете учатся более 87,000 студентов, что делает его крупнейшим университетом в Канаде. Университет предлагает более 300 образовательных программ.

## История
Университет Квебека был создан в 1968 году законом Квебекской Национальной Ассамблеи.

## Подразделения
- Монреальская политехническая школа
- Национальная школа государственного аппарата
- Национальный научно-исследовательский институт
- Университет Квебека в Абитиби-Темискаминге
- Университет Квебека в Монреале
- Университет Квебека в Оттаве
- Университет Квебека в Римуски
- Университет Квебека в Труа-Ривьере
- Университет Квебека в Шикутими
- Телеуниверситет(англ. TÉLUQ), который раньше был независимым подразделением, в 2005 году стал частью Университета Квебека в Монреале.